# WWE Survivor Series (2021)
WWE Survivor Series 2021 war eine Wrestling-Veranstaltung der WWE, die als Pay-per-View auf dem WWE Network und dem Streaming-Portal Peacock ausgestrahlt wurde. Sie fand am 21. November 2021 im Barclays Center in Brooklyn, New York, Vereinigte Staaten statt. Es war die 35. Austragung von WWE Survivor Series seit 1987. Die Veranstaltung fand zum vierten Mal in New York statt.

## Hintergrund
Im Vorfeld der Veranstaltung wurden sieben Matches angesetzt. Diese resultierten aus den Storylines, die in den Wochen vor dem Pay-Per-View bei Raw und SmackDown, den wöchentlichen Shows der WWE gezeigt wurden.
Sami Zayn als auch Aliyah waren ursprünglich im Survivor Series Team von SmackDown, jedoch verlor Zayn ein Match und Aliyah wurde von Sonya Deville aus dem Team genommen. Ersetzt wurde sie durch Toni Storm. Am 15. November 2021 wurde Rey Mysterio von Adam Pearce aus dem Raw-Team genommen und durch Austin Theory ersetzt.

## Ergebnisse
| Matchart                                           |                                                                                   |             | | Zeit  |
| -------------------------------------------------- | --------------------------------------------------------------------------------- | ----------- | --- | ----- |
| Singles-Match Champion vs. Champion Pre-Show-Match | Shinsuke Nakamura                                                                 | bes. via DQ | Damian Priest | 9:25  |
| Singles-Match Champion vs. Champion                | Becky Lynch                                                                       | bes.        | Charlotte Flair | 18:07 |
| Survivor-Series-Match                              | Team Raw (Seth Rollins, Finn Bálor, Kevin Owens, Austin Theory und Bobby Lashley) | bes.        | Team SmackDown (Drew McIntyre, Jeff Hardy, King Woods, Happy Corbin und Sheamus) | 30:00 |
| Battle Royal                                       | Omos                                                                              | bes.        | T-BAR, Mansoor, Cesaro, Montez Ford, Angelo Dawkins, Erik, Ivar, R-Truth, Drew Gulak, AJ Styles, Ricochet, Sami Zayn, Humberto, Angel, Apollo Crews, Commander Azeez, Otis, Chad Gable, Shelton Benjamin, Cedric Alexander, Dolph Ziggler, Robert Roode, Jinder Mahal und Shanky | 11:43 |
| Tag-Team-Match Champions vs. Champions             | RK-Bro (Randy Orton und Riddle)                                                   | bes.        | The Usos (Jimmy Uso und Jey Uso) | 14:28 |
| Survivor-Series-Match                              | Team Raw (Bianca Belair, Rhea Ripley, Liv Morgan, Carmella und Queen Zelina)      | bes.        | Team SmackDown (Sasha Banks, Shayna Baszler, Shotzi, Natalya und Toni Storm) | 23:14 |
| Singles-Match Champion vs. Champion                | Roman Reigns                                                                      | bes.        | Big E | 21:50 |

Damit gewann Raw mit einem Endstand von 4:2 die Auseinandersetzung.
| Funktion      | Name            |
| ------------- | --------------- |
| Kommentatoren | Byron Saxton    |
| Kommentatoren | Pat McAfee      |
| Kommentatoren | Jimmy Smith     |
| Kommentatoren | Corey Graves    |
| Kommentatoren | Michael Cole    |
| Pre-Show      | Kayla Braxton   |
| Pre-Show      | Peter Rosenberg |
| Pre-Show      | Jerry Lawler    |
| Pre-Show      | Kevin Patrick   |
| Pre-Show      | Booker T        |
| Pre-Show      | Sonya Deville   |
| Ringansager   | Mike Rome       |